# Neuberg (Gemeinde Neuberg an der Mürz)
Neuberg an der Mürz ist ein Ort im Oberen Mürztal in der Steiermark wie auch Hauptort und Katastralgemeinde der Gemeinde Neuberg an der Mürz im Bezirk Bruck-Mürzzuschlag. Es setzt sich aus den drei Ortschaften Alpl, Dorf und Neudörfl zusammen.
Per 2015 wurde die Gemeinde um drei Nachbargemeinden erweitert, seither wird die ursprüngliche Gemeinde als Ortsteil Neuberg an der Mürz der Gemeinde geführt.

## Geographie
Neuberg befindet sich etwa 36 Kilometer nordöstlich von Bruck an der Mur, gut 9 km nordwestlich von Mürzzuschlag. Es liegt in einem Talkessel am Oberlauf der Mürz in den Mürzsteger Alpen, einem Teil der Nördlichen Kalkalpen. Im Westen erhebt sich die Veitschalpe (1981 m ü. A.), im Norden die Schneealpe (1903 m ü. A.), im Nordosten die Raxalpe (2007 m ü. A.).
Der Marktort Neuberg an der Mürz liegt im Zentrum des Gemeindegebiets an der Mürz, auf Höhen um 730 m ü. A., am Fuß der Talkuppe Rabenstein (1027 m ü. A.), einem alten Flussmäanderrest. Darüber erhebt sich der Grünkogel (1812 m ü. A.), der Südgrat des Schneealpenmassivs. Gegenüber ist die Arzbachhöhe (1012 m ü. A.), ein Vorklapf des Hocheck (1418 m ü. A.), der zur Roßeck-Gruppe gehört, der östlichen Nebengruppe der Veitsch. Der Ort als ganzes umfasst etwa 420 Gebäude mit 811 Einwohnern (Stand 1. Jänner 2024).
Neuberg setzt sich aus drei Ortsteilen zusammen: Dorf liegt langgestreckt linksufrig der Mürz, südlich vom Zisterzienserstift. Es bildet den nominellen Gemeindehauptort. Alpl umfasst die nördlichen Ortsteile beiderseits der Mürz, um Hauptplatz und Kirchsteig. Die nordöstlichen Ortslagen links der Mürz, um die Neudörflstraße hinauf, heißen Neudörfl. Die ursprünglich getrennten Orte sind heute gänzlich verwachsen.
Die Ortschaft Dorf umfasst ca. 140 Gebäude und 240 Einwohner. Zur Ortschaft Alpl (ca. 230 Gebäude und 490 Einwohner) gehört nominell auch die kleine Rotte Schlapfen nördlich oberhalb. Die Ortschaft Neudörfl hat ca. 50 Gebäude und 81 Einwohner. Dem Ort als ganzes entspricht der Zählsprengel Alpl-Dorf der Gemeinde.
Die Katastralgemeinde Neuberg erstreckt sich weit über das Ortschaftgebiet hinaus, nördlich bis an die Farfel unterhalb des Grünkogels (1418 m ü. A.) an der Schneealm, und südlich bis an das Hochegg (1418 m ü. A.) und den Roßkogel (1479 m ü. A.). Sie hat eine Ausdehnung von über acht Kilometer, und eine Fläche von 3.290 Hektar. Im Katastralgebiet liegen auch Lechen (talauswärts), die drei südlichen Seitentäler Hirschbach, Arzbach und Veitschbach, sowie halb Karlgraben im nördlichen Seitental Mürzeinwärts.
Zur ehemaligen Gemeinde gehört auch die Katastralgemeinde und Ortschaft Krampen, die Gebiete an der Mürz taleinwärts von Neuberg. Die vier weiteren Ortschaften (Hirschbach gehört zu Lechen, Karlgraben zu Krampen) werden im Zählsprengel Alpl-Dorf-Umgebung zusammengefasst. Dieses ehemalige Gemeindegebiet bildet auch den heutigen Ortsteil.
Nachbarortschaften, -katastralgemeinden und -orte
| Krampen (KG)                                                                                                   | Schlapfen                                                                                  | Schneealpe (KG Altenberg) ∗             |
| Mürzsteg (KG)                                                                                                  | Kompassrose, die auf Nachbargemeinden zeigt                                                | Altenberg (KG) Greith (O, KG Altenberg) |
| Veitschbach (O) Kleinveitsch (KG, Gem. St. Barbara i.Mzt.) Massing (KG) Malleisten (KG) (beide Gem. Krieglach) | Arzbach (O) Feistritzberg (KG) ∗∗ / Mitterberg (KG) ∗∗ / Hönigsberg (alle Gem. Langenwang) | Lechen (O) Kapellen (KG)                |

∗ Ortslage der Berghütten, die zu Altenberg gehören
∗∗ beide je nur ca. 100 m am Roßkogel angrenzend

## Geschichte, Wirtschaft und Infrastruktur

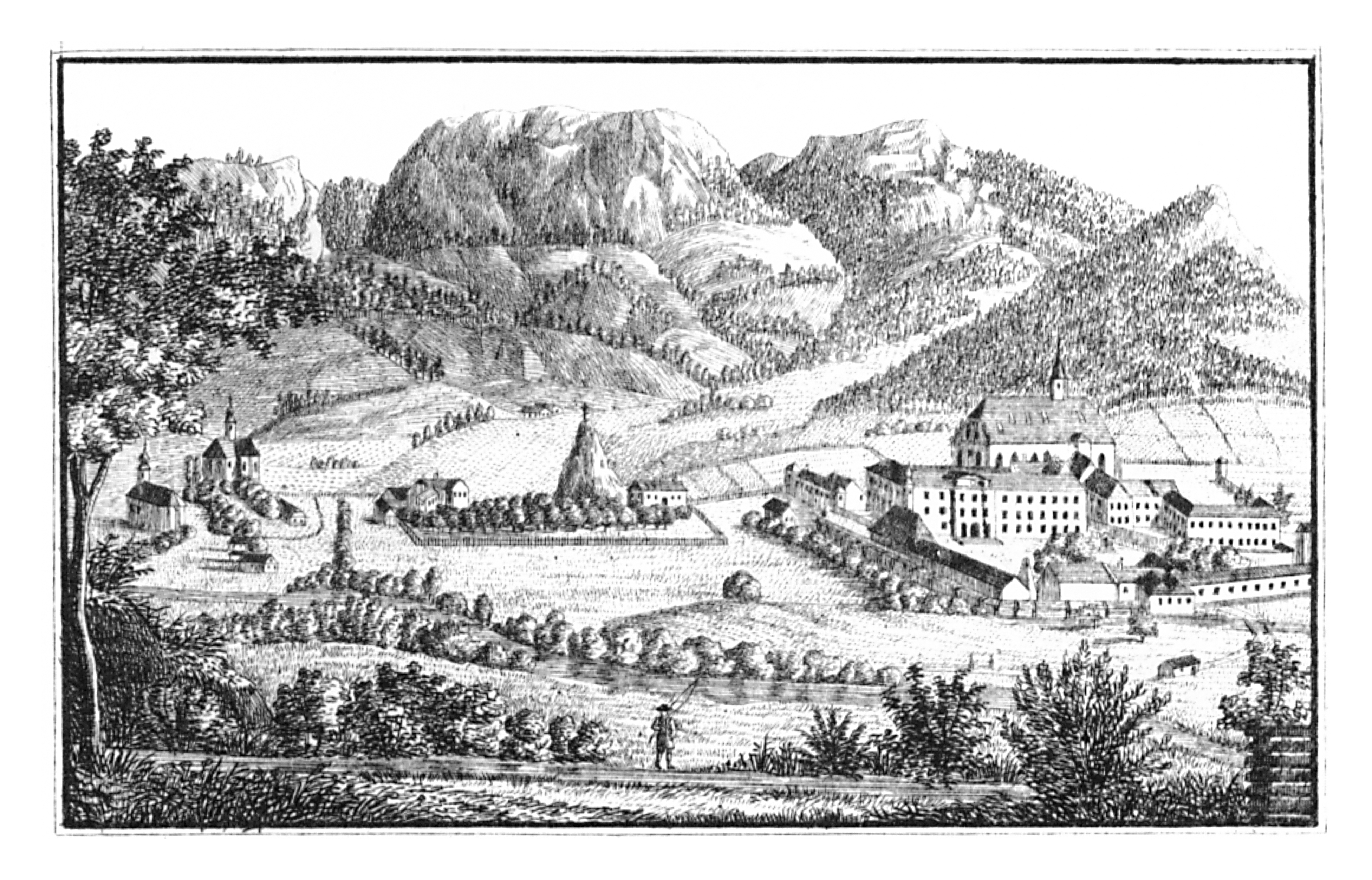
Ursprüngliche Anlage des Orts, rechts das Stiftsgelände mit dem Münster (der „Dom im Dorf“), mittig der Kreuzberg (Kalvarienberg) mit der alte Annakirche, links die beiden Kirchen am Alpl, die Grünangerkirche und die ehemalige Friedhofskapelle; Ansicht von der heutigen Roseggerstraße, hinten Schnee- und Raxalm (Lith. um 1830, J.F.Kaiser, Graz).

Herzog Otto der Fröhliche stifte 1327 eine Zisterzienserabtei, das Stift Neuberg. Dieses bildete den Siedlungskern im damaligen Cerewald, der Semmeringregion, und war auch Dekanatssitz. Ursprünglich umfasste der Begriff Dorf das Stift nicht, sondern nur die weltliche Ansiedlung rundherum. Die erste Dorfkirche war die Anna-Kapelle am Kreuzberg, um 1420 vom Stiftsabt erbaut. Ab 1477 wurde die Kirche Maria Himmelfahrt „am grünen Anger“ im Alpl für eine örtliche Bruderschaft errichtet. Sie wurde zur neuen Pfarrkirche, und Siedlungskern des oberen Dorfes.
1379 wurden mit dem hier geschlossenen Neuberger Teilungsvertrag der Albertinischen und Leopoldinischen Linie der Habsburger die Teilung der Besitzungen beschlossen, die erst 1496 vom Kaiser Friedrich III. für seinen Sohn Maximilian I. beendet werden konnte.
Die Wirtschaft des Orts bestand im Mittelalter und der frühen Neuzeit hauptsächlich in Land- und Forstwirtschaft, Bergbau auf Eisen und Nutzgesteine, und dem Handel zwischen Mariazell und Semmeringgebiet. Die Straße des oberen Mürztals ist heute die B23 Lahnsattelstraße, die von Mürzzuschlag kommend durch den Ort führt die, und dann weiter über den Lahnsattel zur B21 führt, die das Mariazellerland mit dem Traisental verbindet.

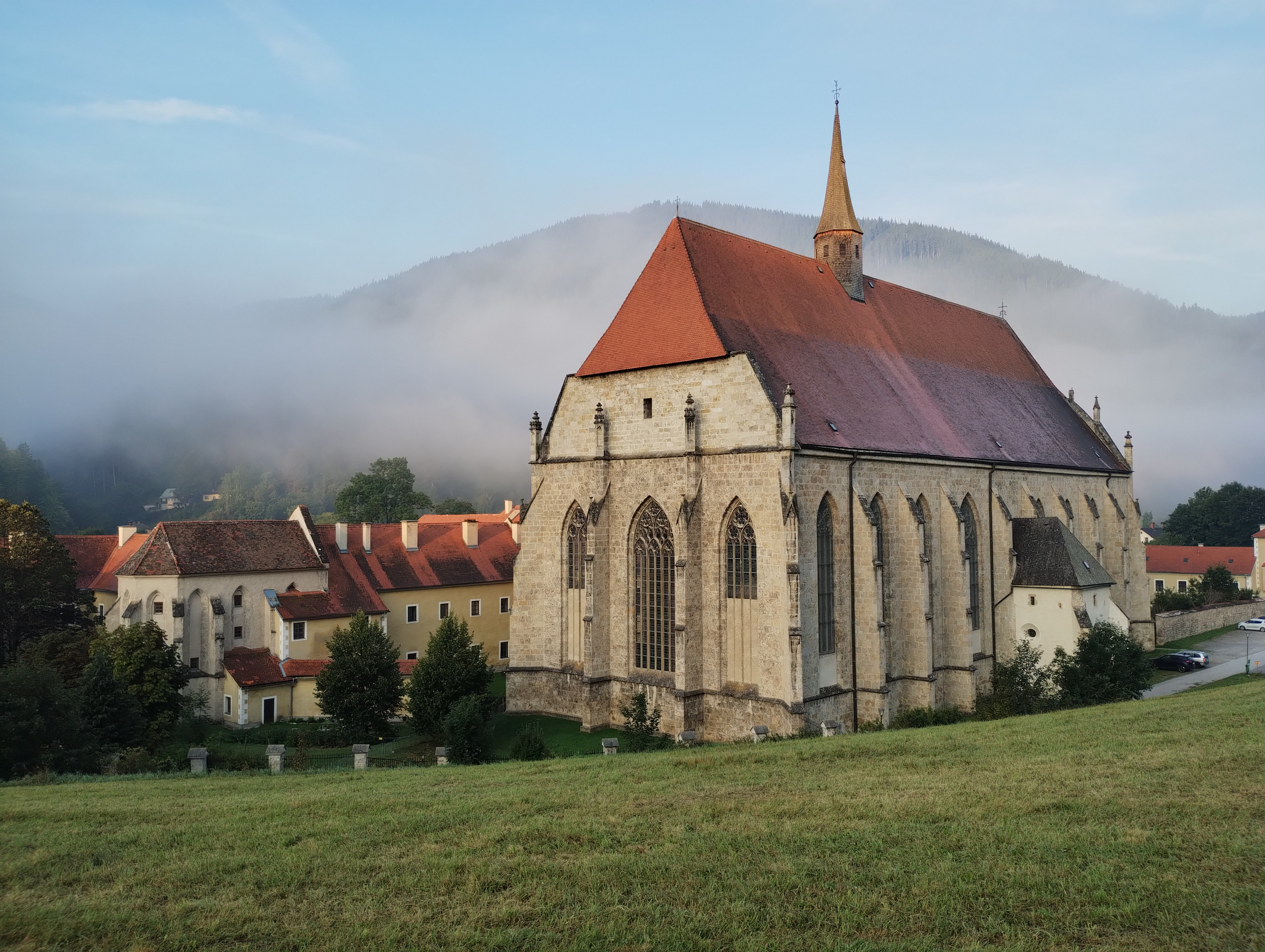
Die ehemalige Stiftskirche in Neuberg an der Mürz

1786 wurde das Kloster im Josephinismus säkularisiert, und die Stiftskirche, „Dom im Dorf“ genannt, wurde die Pfarrkirche. Das Stiftsgebäude wurde Verwaltungssitz der Forst- und Montanverwaltung.
Im 19. Jahrhundert setzte dann großindustriellerer Eisenbergbau ein, unterbrochen durch enorme Verwüstungen durch ein Unwetter 1820. Um 1840 standen hier drei Grobhämmer, ein Kunst- und ein Streckhammer und ein Puddlingswerk, im Karlgraben ein Schmelzwerk, in Tirol ein Eisenstoßofen und ein Pochwerk. 1876 wurde die Mürzzuschlag-Neuberger Bahn bis hierher erbaut (1996/2000 eingestellt). In Arzbach betrieb die Veitscher Magnesitwerke-A. G. bis 1930 einen kleineren Abbau.
Nach den Weltkriegen ging die Eisen- und Stahlindustrie aber zurück, dafür begann der Fremdenverkehr in den Wiener Hausbergen immer wichtiger zu werden. Heute ist Neuberg primär ein Tourismusort. Die ehemalige Zisterzienserabtei diente 1996 für die Steirische Landesausstellung und wurde dann an einen privaten Investor verkauft und wird als Veranstaltungslocation betrieben.
Der Gasthof Holzer wurde 2005 mit zwei Hauben ausgezeichnet wurde. Im Ort befindet sich auch eine Jugendherberge, ein Fußballplatz, ein Tennisplatz, ein Skate-Fun-Park, und ein Naturbadeteich. Weiters finden sich hier drei Wasserkraftwerke und ein Heizwerk.

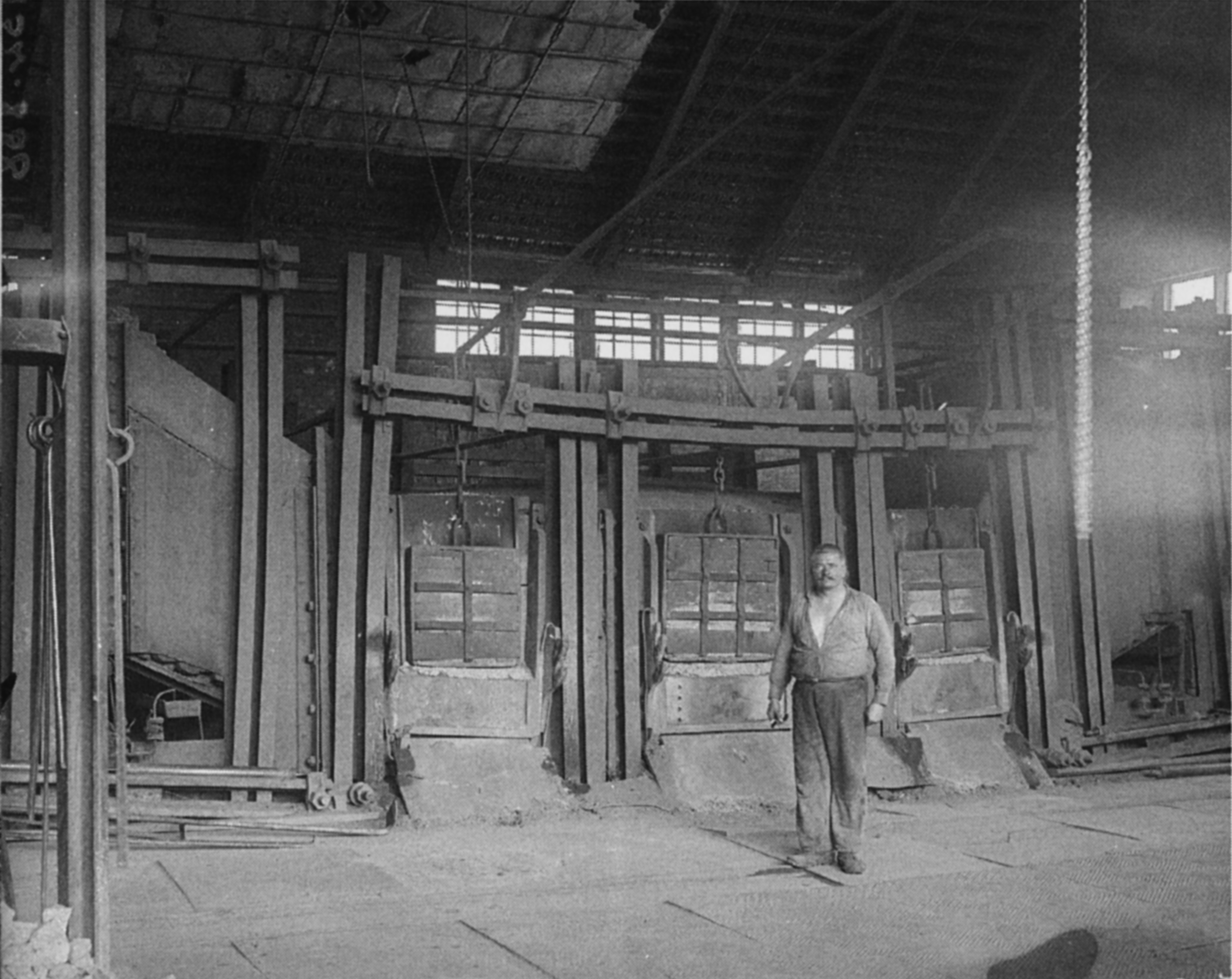
Eisenwerk Martinofen, 1913
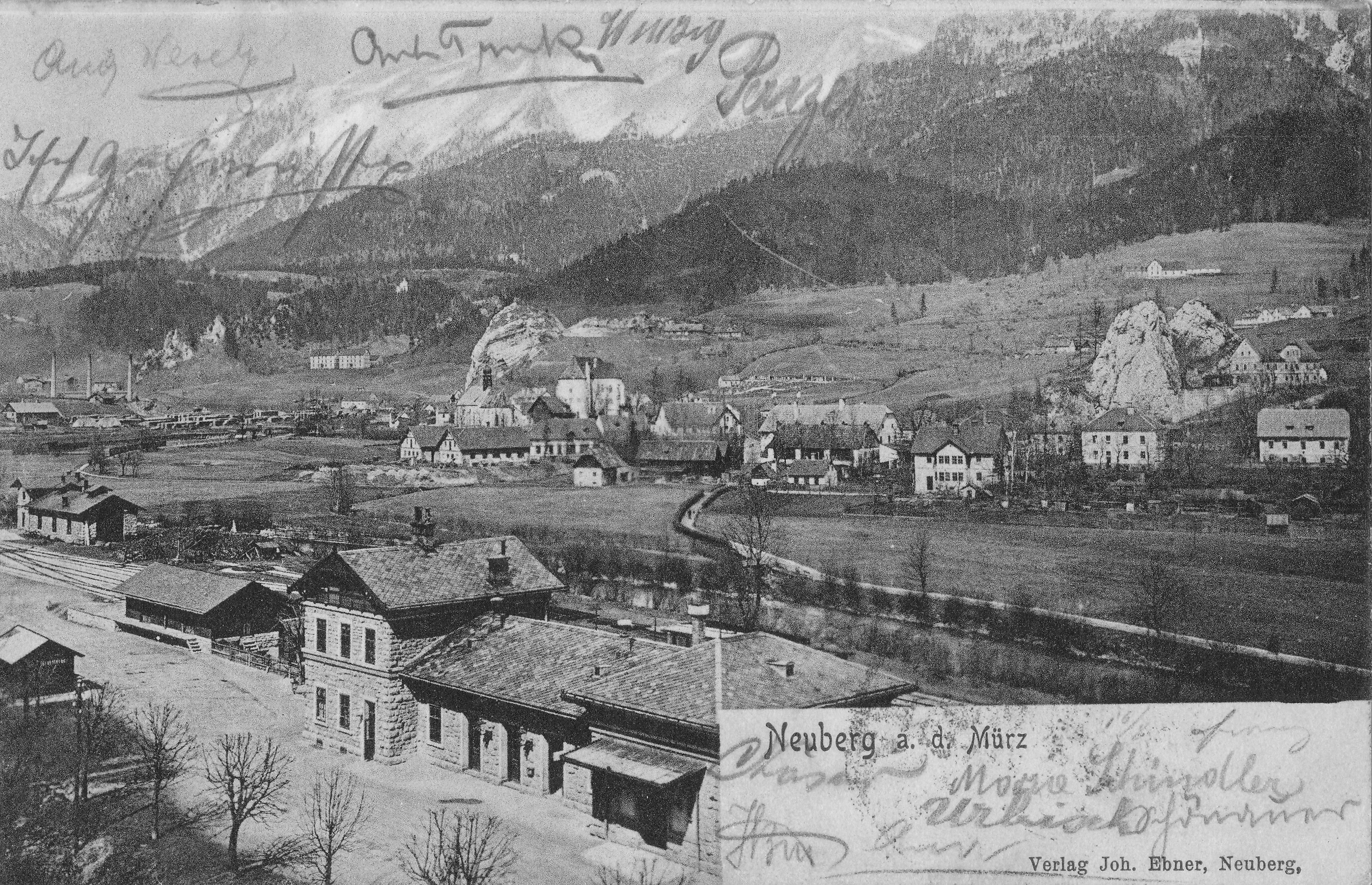
Um 1960; im Vordergrund das Bahnhofsgebäude
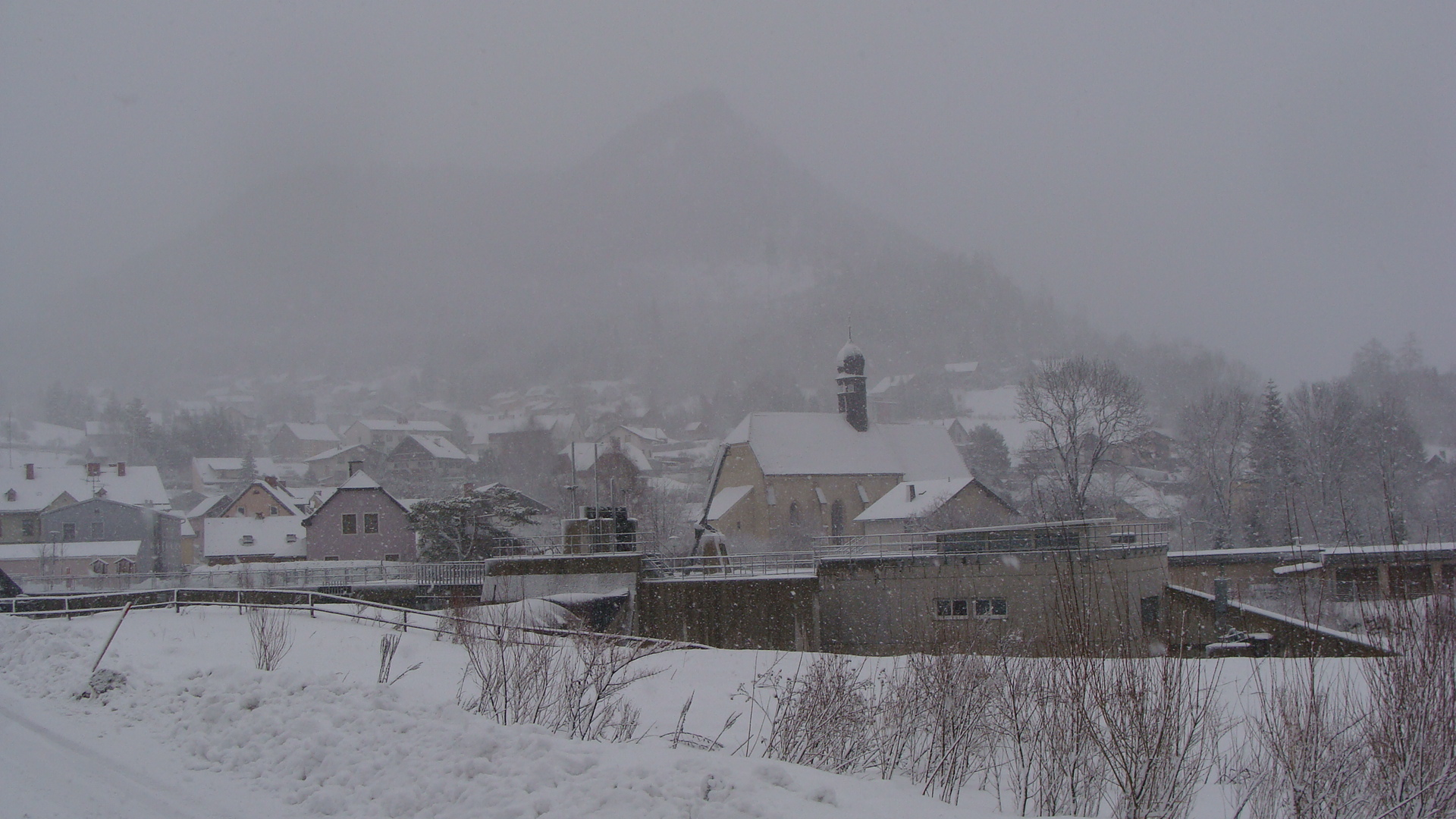
Januar 2012

## Kultur und Sehenswürdigkeiten

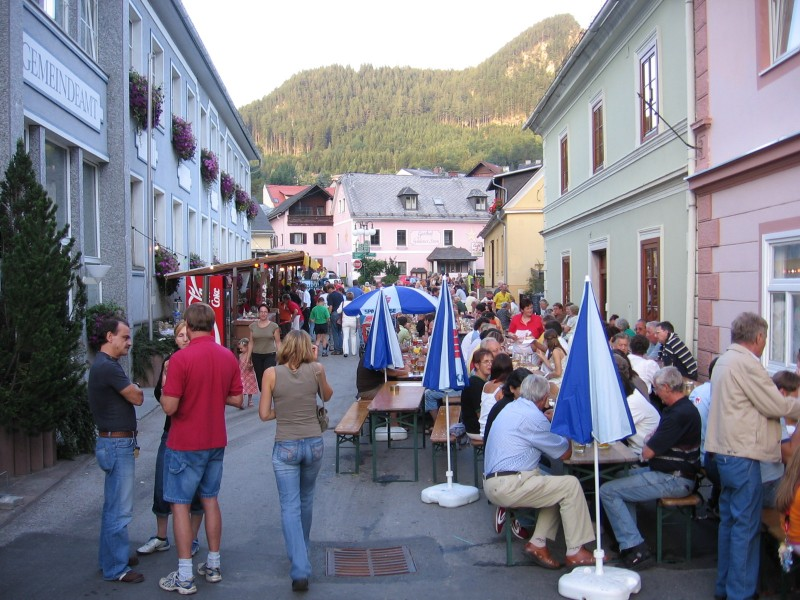
Aus dem Gemeindeleben: das Dorffest 2006

Hauptattraktion ist die ehemalige Zisterzienserabtei mit dem Trakt des kaiserlichen Jagdschlosses. Hier finden sich die das Kaisermuseum, Schauglashütte Kaiserhof, das Naturmuseum – Sammlung Schliefsteiner, das Pölzl Museum.
Weitere Baulichkeiten:
- Kirche Maria Himmelfahrt am grünen Anger: Gotische Hallenkirche
- Ehemalige Anna-Kapelle: Reste einer gotischen Hallenkirche, die zum Wohnhaus umgebaut wurde
- Das historische Bahnhofsgebäude erwarb die Gemeinde Neuberg 2009, unter anderem mit dem Ziel, der Öffentlichkeit den kaiserlichen Wartesaal zugänglich zu erhalten.[8]

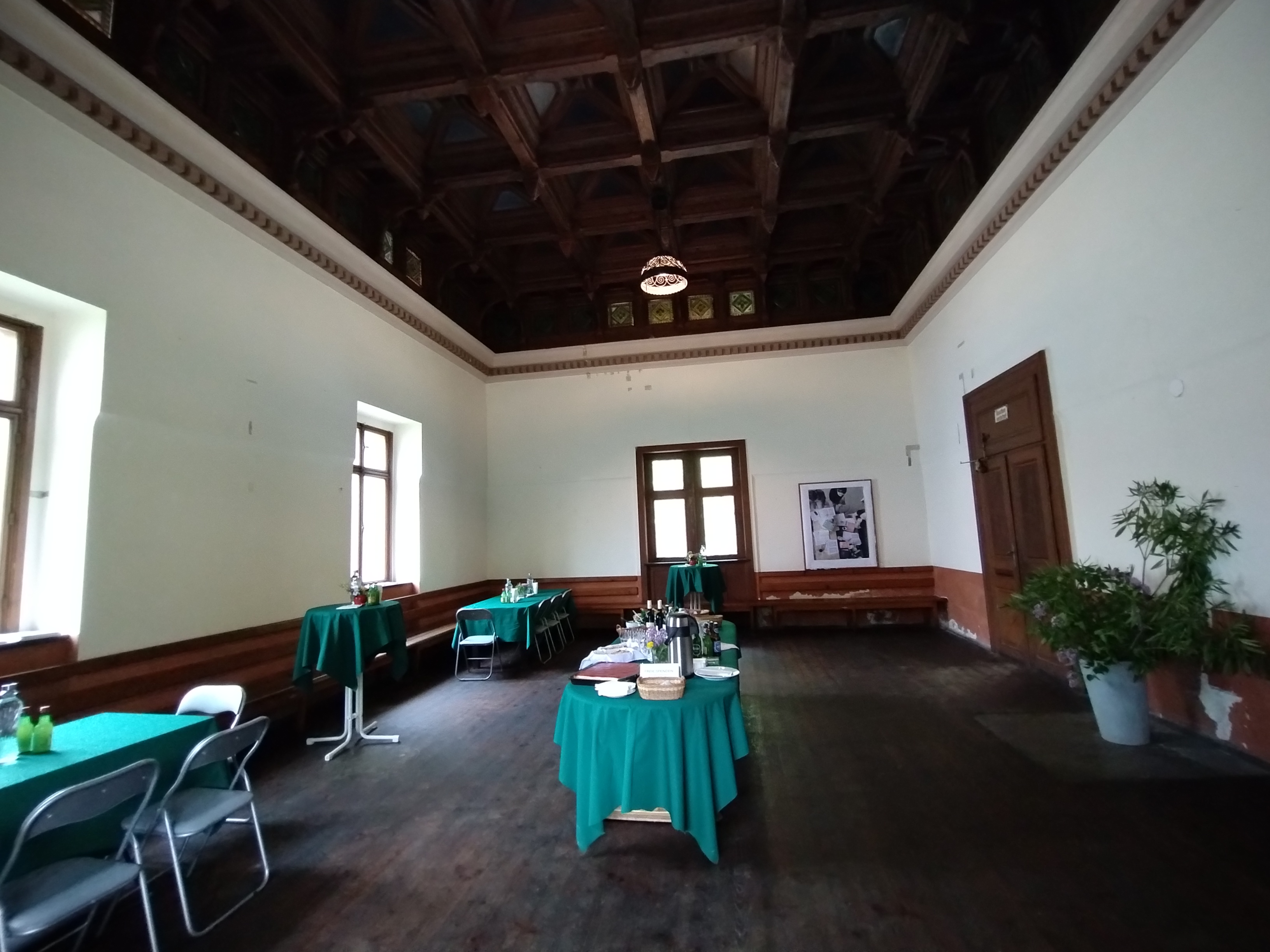
Kaiserlicher Wartesaal (hergerichtet für eine Veranstaltung)

Weitere Ausstellungen im Ort sind das Heimatmuseum Holzer, die Pillhofer Skulpturenhalle eines ansässigen Bildhauers, und die Kaiserhof Glasmanufaktur (Glasbläserei).
Wichtiger Veranstaltungen sind die Neuberger Kulturtage sowie der Neuberger Herbst, unter Künstlern und Kunstliebhabern mittlerweile ein Geheimtipp für hochwertige Seminare und Veranstaltungen. Seit einigen Jahren hat sich auch der Neuberger Kabarettfrühling etabliert.
Das Lied Hallo Steiermark (Griaß di Neuberg an der Mürz) handelt vom Ortsteil Neuberg an der Mürz. Die Strophen beschreiben lokale Begebenheiten, der Refrain referenziert auf die ortsübliche Grußformel „Griaß di“ und hebt die umgebende Natur hervor. Das Video zum Lied zeigt rund 40 sehenswerte und touristisch interessante Blickwinkel.

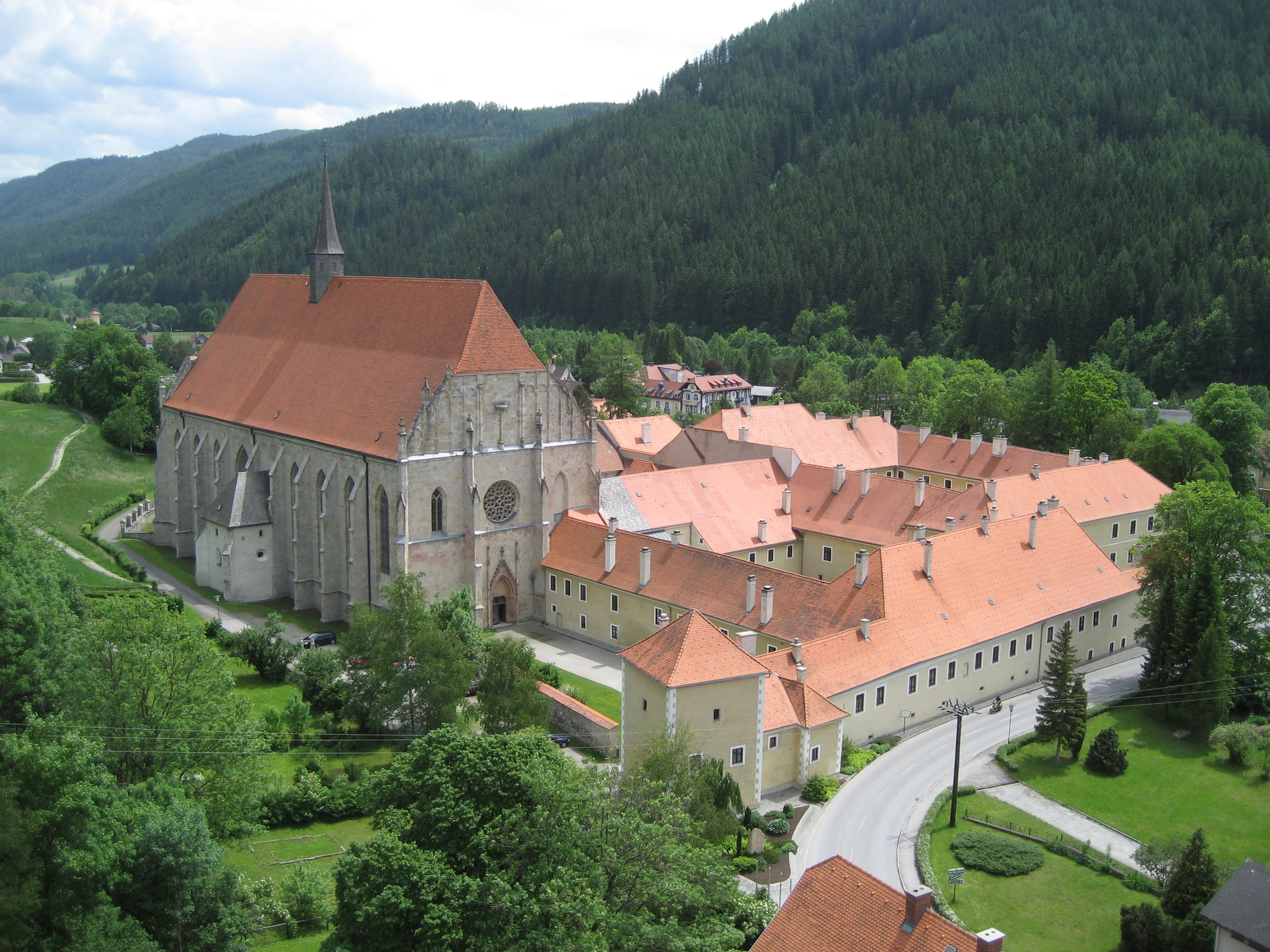
Zisterzienserabtei
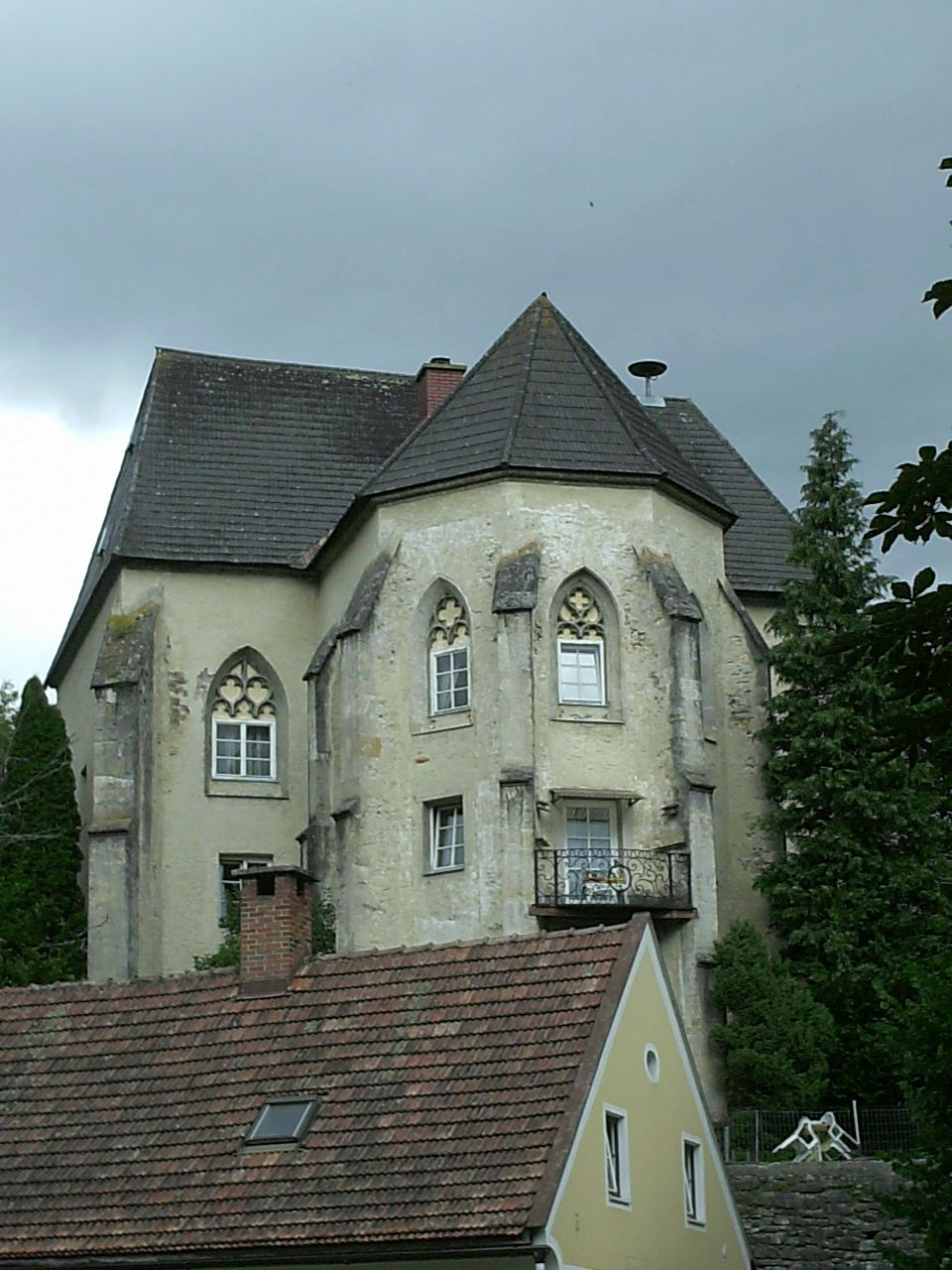
Reste der Annakapelle
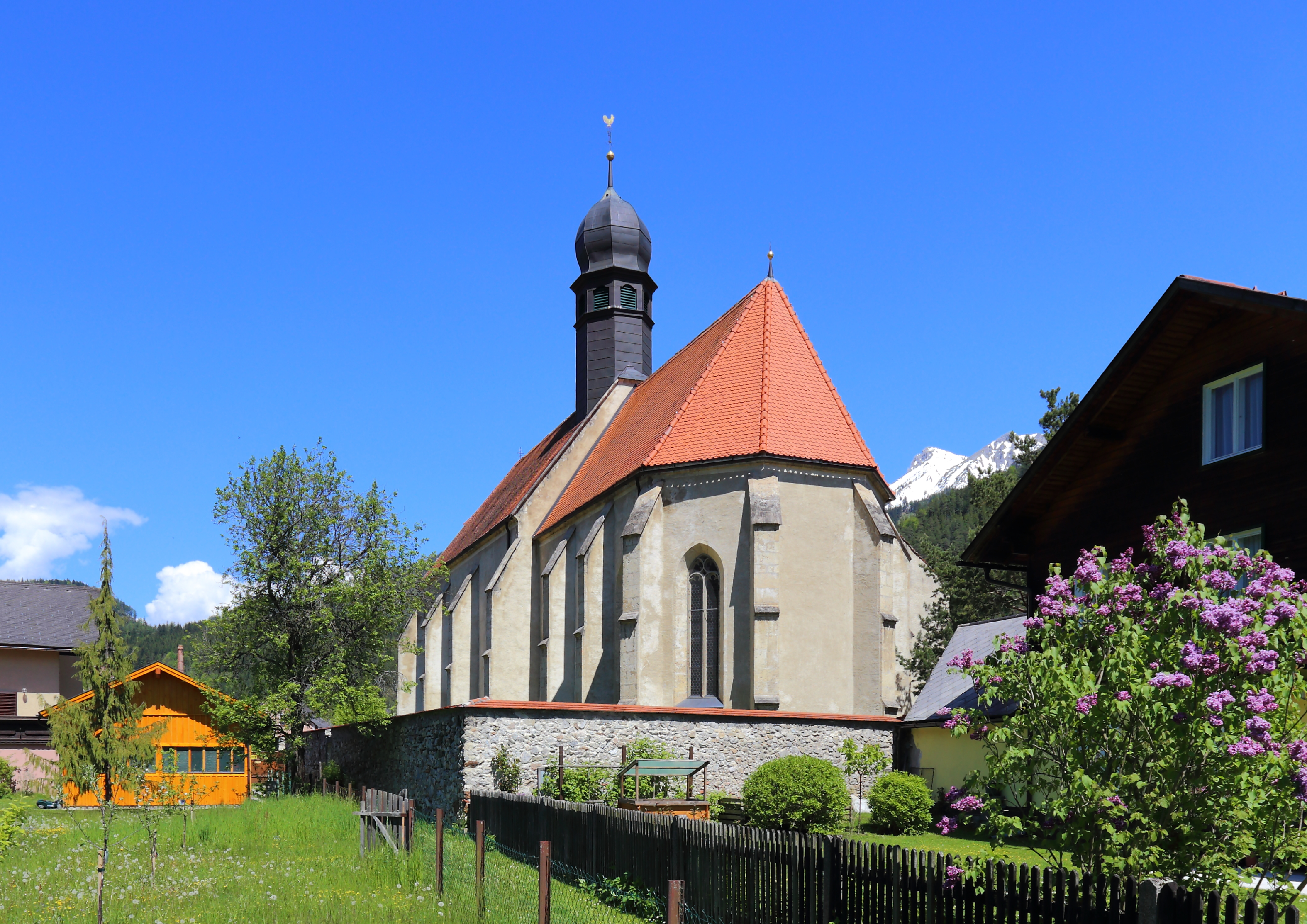
Grünangerkirche
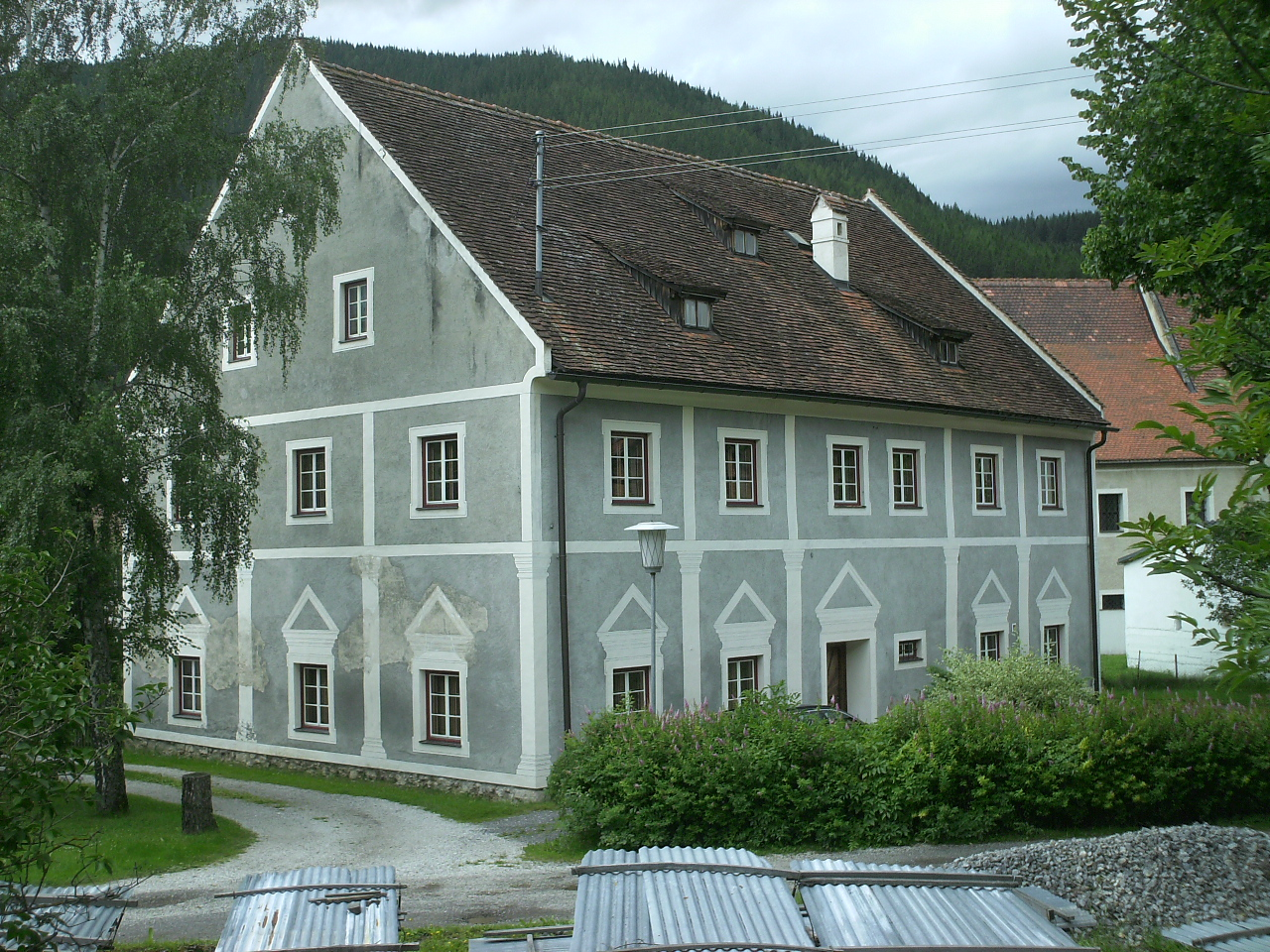
Meierhof bei der Grünangerkirche
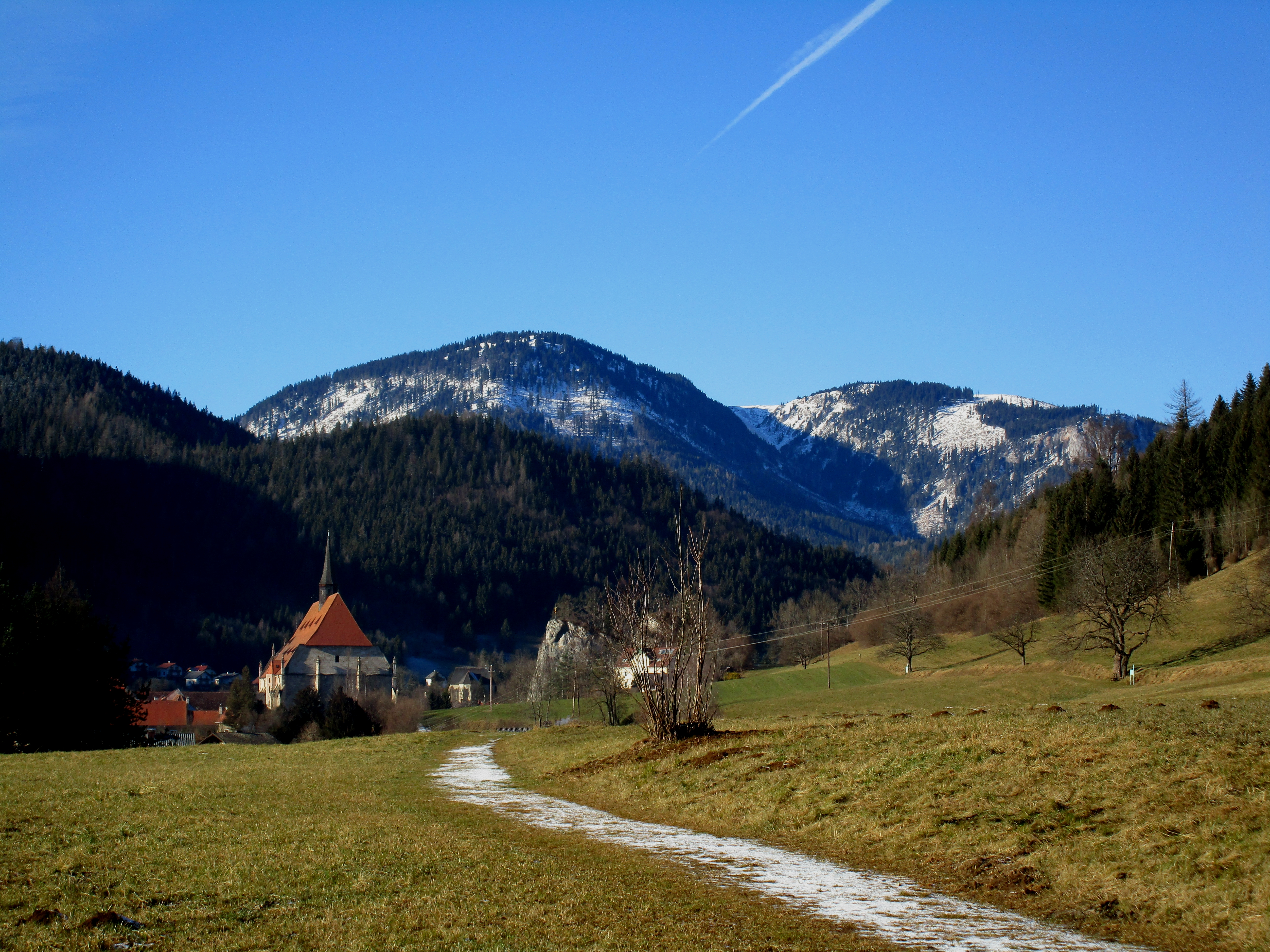
Stift Neuberg gesehen von der Schenkfeldpromenade
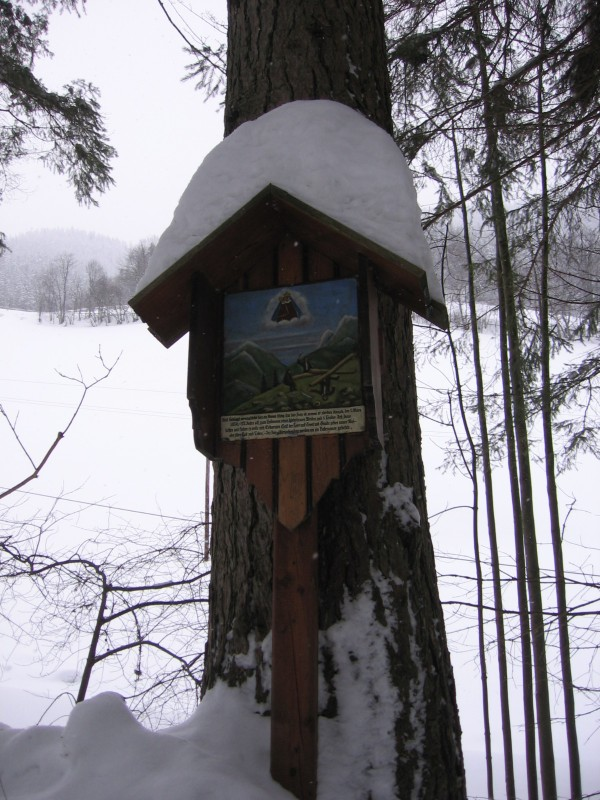
Das Marterl am Weg zum Loisbauer
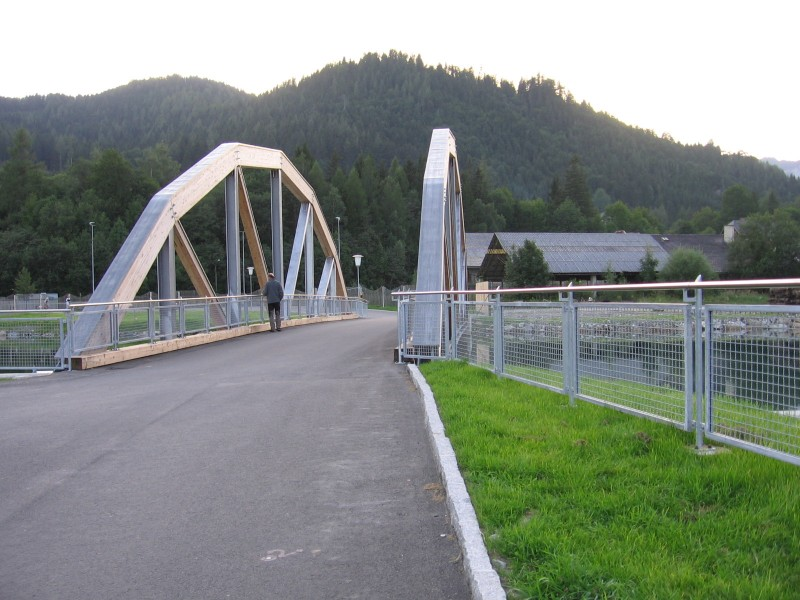
Die im Jahre 2006 eröffnete neue Kuhhörndlbrücke
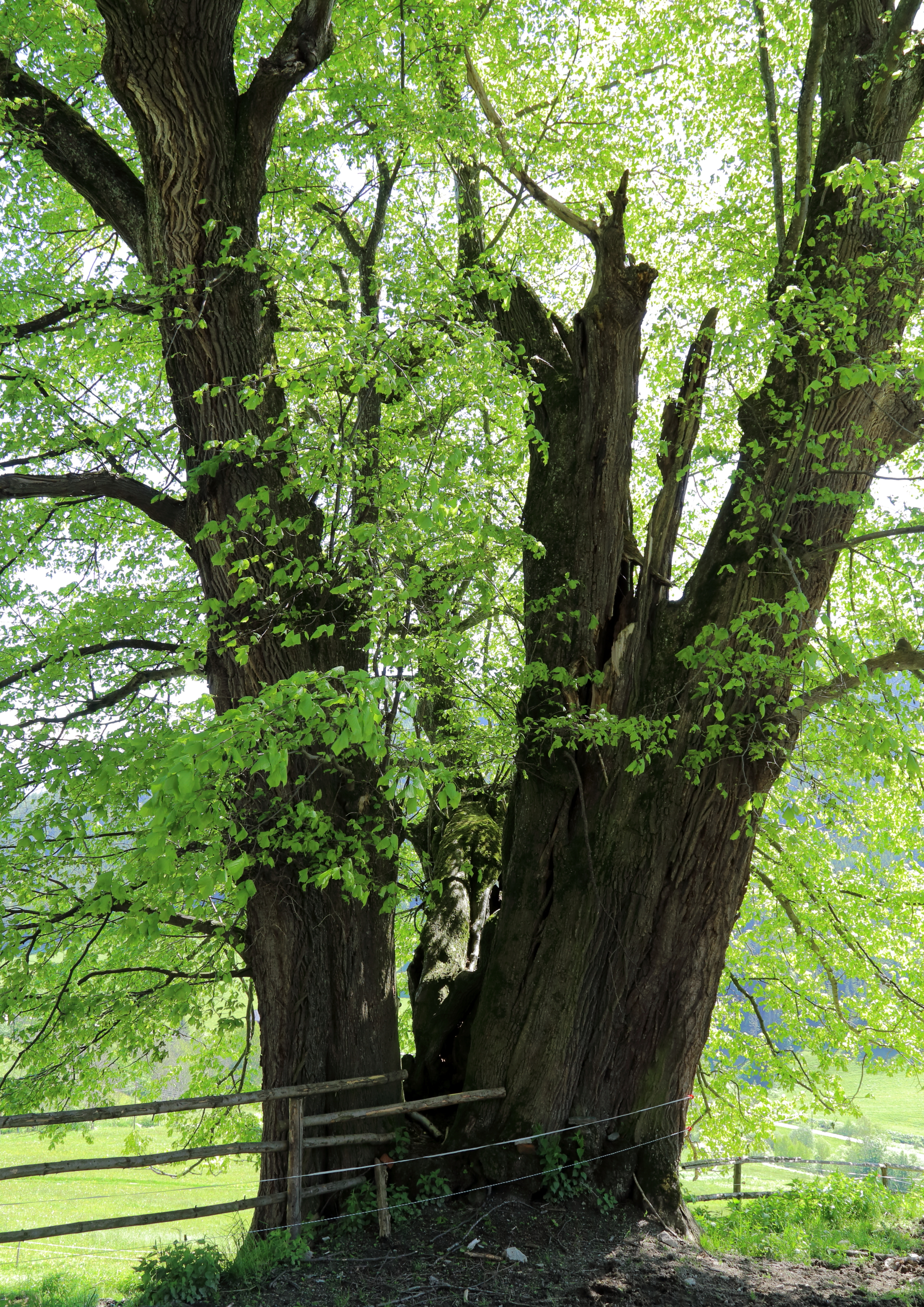
Alte Sommerlinde in Arzbach

## Nachweise
1. 1 2  Anstaltsbewohner, dazu gehören auch Ordensleute, werden in der österreichischen amtlichen Statistik prinzipiell nicht erfasst, sind also bei der Einwohnerschaft nicht mitgezählt
2. ↑  Statistik Austria: Bevölkerung am 1.1.2024 nach Ortschaften (Gebietsstand 1.1.2024), (ODS, 500 KB)
3. 1 2  Nach den amtlichen Ortsverzeichnis (Österreich) (2001) der Statistik Austria ist Dorf nur eine Ortschaft, und setzt sich aus dem Ort Neuberg an der Mürz und dem Zisterzienserstift Neuberg zusammen.
4. ↑  Diese wird zeitgenössisch beschrieben als: „Auf dem Friedhofe steht eine kleine hölzerne Kapelle mit altdeutschen Gemälden und zwei sehr alten geschnitzten Leuchtern“ . Zitat Lit. Goeth, 1840, S. 336.
5. ↑  www.katholische-kirche-steiermark.at: Der Dom im Dorf – Pfarre Neuberg. Archiviert vom Original (nicht mehr online verfügbar) am 4. April 2019; abgerufen am 27. November 2017.  Info: Der Archivlink wurde automatisch eingesetzt und noch nicht geprüft. Bitte prüfe Original- und Archivlink gemäß Anleitung und entferne dann diesen Hinweis.
6. 1 2  Lit. Goeth, 1840, S. 330.
7. ↑  Magnesit-Industrie und Bergbau-A. G. (Memento des Originals vom 8. Dezember 2015 im Internet Archive)  Info: Der Archivlink wurde automatisch eingesetzt und noch nicht geprüft. Bitte prüfe Original- und Archivlink gemäß Anleitung und entferne dann diesen Hinweis. In: Jubiläumsbuch 70 Jahre Veitscher Magnesitwerke. o. D. Kapitel Beteiligungen, c), S. o.A. (Webauszug (Memento des Originals vom 8. Dezember 2015 im Internet Archive)  Info: Der Archivlink wurde automatisch eingesetzt und noch nicht geprüft. Bitte prüfe Original- und Archivlink gemäß Anleitung und entferne dann diesen Hinweis., veitsch.at).
8. ↑  Alter Bahnhof wieder neu (Seite nicht mehr abrufbar, festgestellt im Dezember 2022. Suche in Webarchiven)  Info: Der Link wurde automatisch als defekt markiert. Bitte prüfe den Link gemäß Anleitung und entferne dann diesen Hinweis.. In: kleinezeitung.at, 5. Oktober 2011, abgerufen am 23. März 2011.
9. ↑  Website Neuberger Kulturtage
10. ↑  Hallo Steiermark (Griaß di Neuberg an der Mürz)", auf YouTube